# Edoardo Bencivenga
Edoardo Bencivenga noto anche come Eduardo (Napoli, 1885 – Roma, 6 giugno 1934) è stato un regista italiano.

## Biografia
Quasi tutte le sue opere risalgono al primo ventennio del 1900. L'ultimo suo lavoro di cui si ha notizia è Gli eroi del Mare Nostro del 1923, in cui si narra dell'Impresa di Premuda.
Fu molto attivo come regista agli inizi del secolo, sia di cortometraggi che di lungometraggi. Amico di famiglia di Vittorio De Sica, gli fece ottenere un piccolo ruolo in un film muto diretto da Alfredo De Antoni, Il processo Clémenceau del 1917.

## Filmografia

### Cortometraggi e mediometraggi
- Raffaello e la Fornarina (1907)
- Raffaello Sanzio e la fornarina (1909)
- L'ignota (1910) – non confermato
- Il serpe (1910)
- Il barone Lagarde (1910) – non confermato
- I cavalieri della morte (1910) – non confermato
- Pietà di mamma (1911)
- Se fossi Re! (1912)
- La nave (1912) – come Eduardo Bencivenga
- Il fischio della sirena (1912)
- Il ragno (1913)
- Cuor di poeta (1913)
- Fata Morgana (1914)
- Il dubbio (1915)
- Savoia, urrah! (1915)
- Eroismo di madre (1915)
- Il sacrificio del nonno (1915)
- Il medaglione (1916)
- Pazzia contagiosa (1917)
- Voca e canta (1918)

### Lungometraggi
- L'uomo dalla testa dura (1908)
- Maria Bricca (1910)
- L'innocente (1911)
- Il processo Clémenceau (1912)
- L'onore riconquistato (1913) – come Eduardo Bencivenga
- Napoleone, epopea napoleonica (1914)
- La du Barry (1914)
- DuBarry (1915)
- L'onore di morire (1915)
- Cuore ed arte (1915)
- Guerra redentrice (1915)
- Alla bajonetta!.. (1915) – come Eduardo Bencivenga
- Il ridicolo (1916)
- Don Giovanni (1916)
- Trama sventata (1916)
- Il nemico occulto (1916)
- Ferréol (1916)
- L'anello di Pierrot (1917)[4]
- La figlia di Jorio (1917)
- Le due orfanelle (1918)
- P.L.M. ossia l'assassinio della Paris-Lyon-Mediterranée (1918)
- Mariute (1918)
- Superbia (1918)
- Ira (1918)
- Fiamme avvolgenti (1918)
- Invidia (1919)
- Sullivan (1919)
- Il cieco (1919)
- La piovra (1919)
- La leggenda dei tre fiori (1919)
- Lussuria (1919)
- L'onore della famiglia (1919)
- La morte civile (1919)
- La colpa vendica la colpa (1919)
- Il cuore di Roma (1919)
- La donna dai capelli d'oro (1920)
- La follia del giuoco (1920)
- Fino alla tenebra (1920)
- Il marito perduto (1920)
- La donna, il diavolo, il tempo (1921)
- La moglie di sua eccellenza (1921)
- Il figlio di Coralie (1921)
- Hermione (1921)
- Dionisia (1921)
- Il dubbio (1921)
- Non è resurrezione senza morte (1922)